# (14827) Hypnos
Pour les articles homonymes, voir Hypnos (homonymie).
(14827) Hypnos est un astéroïde Apollon découvert le 5 mai 1986 par Carolyn S. Shoemaker et Eugene M. Shoemaker à l'observatoire Palomar. Il est nommé d'après Hypnos, le dieu grec du sommeil.
Hypnos pourrait être le noyau d'une comète éteinte recouvert par une croûte de plusieurs centimètres qui empêche le dégazage des substances volatiles encore présentes.
En 1958, Hypnos est passé à moins de 0,03 UA de la Terre et de Mars. Aucune planète n'a été approchée de si près par Hypnos depuis son rapprochement de 862 avec la Terre, et ne le sera avant son prochain rapprochement avec la Terre en 2214.
Il possède une orbite bien connue et a été observé 170 fois depuis 1986.